# Educazione per sordi

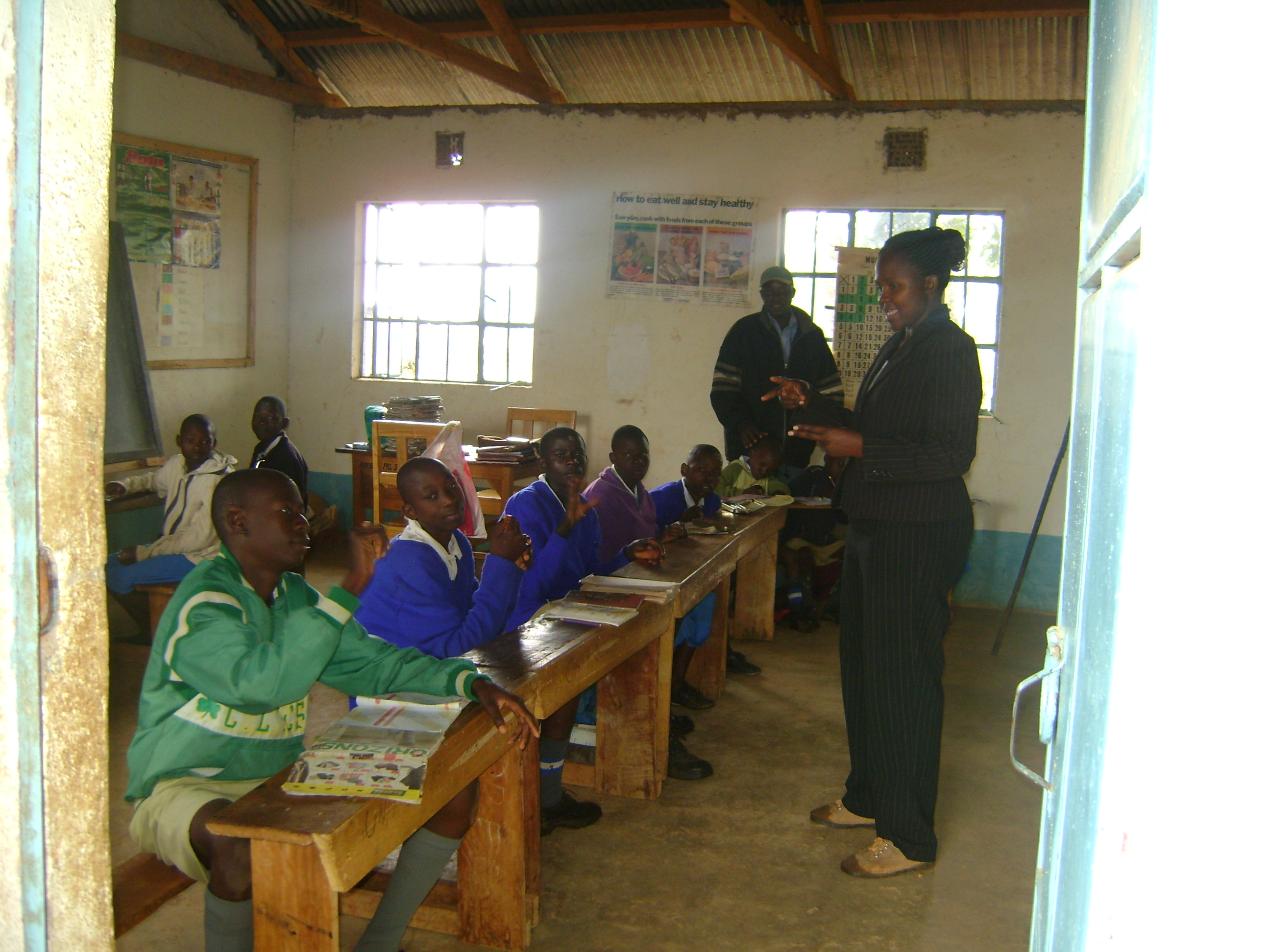
Classe di studenti sordi in Kenya

L'educazione per sordi è un tipo di pedagogia speciale  e branca dell'audiologia. Si occupa dell'istruzione e dell'educazione di bambini e ragazzi che hanno bisogni educativi speciali dovuti a sordità o altre disabilità uditive. Copre tutti gli stadi educativi per bambini e ragazzi appartenenti alla comunità sorda, dall'educazione infantile all'assistenza all'inserimento professionale. Anche l'educazione degli adulti sordi sta diventando sempre più importante.

## Metodologia
Ci sono diverse posizioni assunte sulla metodologia da adottare nell'educazione delle persone sorde. La progressione della tecnologia negli ambiti di apparecchi acustici moderni e impianti cocleari sta spingendo gli educatori per sordi a mettere la lingua dei segni in secondo piano durante le lezioni, poiché una formazione efficace delle capacità comunicative è posta in primo piano siccome favorisce l'integrazione sociale e l'integrazione professionale; le associazioni con obbiettivo l'aiutare i sordi promuovono perciò l'educazione bilingue, nella quale vengono utilizzate sia lingua dei segni che lingua parlata, attraverso l'oralismo. Questo è il modo più efficace per permettere una vita autonoma.
Il Congresso di Milano del 1880 approvò l'oralismo come metodo di insegnamento, tuttavia diverse scuole si rifiutano di adottarlo.

## Scuole per sordi
Le scuole per sordi sono istituti d'istruzione dedicati a bambini e ragazzi sordi.

### Canada
In Canada le scuole per sordi sono tuttora attive.
Il metodo d'insegnamento utilizzato è il bilinguismo, applicato in quasi tutte le scuole per sordi canadesi. Gli educatori per sordi canadesi rifiutarono la decisione del Congresso di Milano del 1880, che approvò il metodo dell'oralismo.

### Italia
In Italia le scuole per sordi erano suddivise in base alle età e al sesso degli alunni. Questi istituti sono esistiti in Italia fino al 1977, quando una legge ne ha determinato la soppressione.
Il primo a costruire delle scuole per sordi in Italia è stato Tommaso Silvestri.
Oggi in Italia le scuole per sordi sono quasi del tutto scomparse.
Il metodo d'insegnamento era l'oralismo, applicato al metodo del sacerdote Giulio Tarra. Dal 2006, in seguito al congresso dell'ICED, si è deciso l'insegnamento del bilinguismo. In Italia il metodo del bilinguismo non è ben visto nell'ambiente educativo-pedagogico.

### Stati Uniti d'America
Il primo a  costruire questi istituti nella nazione è stato il reverendo Thomas Hopkins Gallaudet che fondò nel 1864 la prima scuola per sordi, oggi conosciuta come Gallaudet University.
Oggigiorno negli Stati Uniti le scuole per sordi sono ancora attive.
Il metodo d'insegnamento utilizzato è il bilinguismo, applicato al metodo del reverendo Thomas Hopkins Gallaudet. Gallaudet rifiutò la decisione del Congresso di Milano del 1880, che approvò il metodo dell'oralismo.